# 383 (szám)
A 383 (római számmal: CCCLXXXIII) egy természetes szám, prímszám.

## A szám a matematikában
A tízes számrendszerbeli 383-as a kettes számrendszerben 101111111, a nyolcas számrendszerben 577, a tizenhatos számrendszerben 17F alakban írható fel.
A 383 páratlan szám, prímszám. Biztonságos prím. Pillai-prím. Elsőfajú Szábit-prím.
Normálalakban a 3,83 · 102 szorzattal írható fel.
A 383 négyzete 146 689, köbe 56 181 887, négyzetgyöke 19,57039, köbgyöke 7,26217, reciproka 0,0026110. A 383 egység sugarú kör kerülete 2406,45997 egység, területe 460 837,08476 területegység; a 383 egység sugarú gömb térfogata 235 334 138,0 térfogategység.